# Anemonia milneedwardsii
Anemonia milneedwardsii is een zeeanemonensoort uit de familie Actiniidae. De anemoon komt uit het geslacht Anemonia. Anemonia milneedwardsii werd in 1857 voor het eerst wetenschappelijk beschreven door Henri Milne-Edwards. 